# Гужевой транспорт в Новосибирске

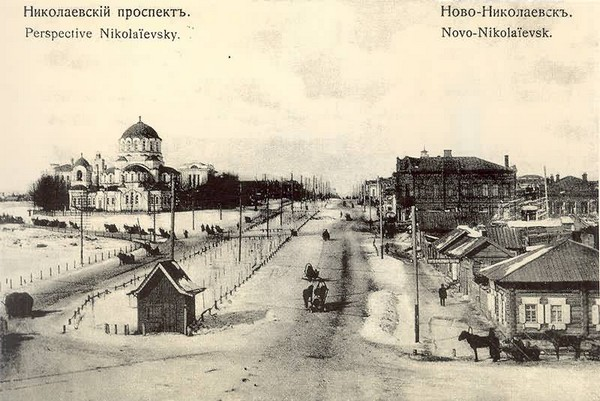
Фотография центральной части Новониколаевска с конными повозками. 1912 год.

Гужевой транспорт — вид транспорта, возникший на территории современного Новосибирска в конце XIX века.

## Конный транспорт
Развитие внутреннего гужевого транспорта Новониколаевского посёлка началось в 1894 году после открытия станции Обь, возле которой стали собираться извозчики. 20 копеек стоила поездка к возводившемуся железнодорожному мосту, 70 копеек — за реку Каменку, цена часовой поездки составляла 30 копеек.
Другой центр конного извоза находился на старобазарной площади между Каменкой и территорией современного автовокзала.
До ввода в эксплуатацию железнодорожного моста наиболее востребованным был перевоз пассажиров левобережного вокзала до правобережной станции (в зимний период — по льду Оби, летом — с помощью парома). 1 марта 1897 года этим маршрутом на санях добрался до станции Обь Владимир Ленин во время следования в ссылку («Я переехал сейчас на лошадях через Обь и взял уже билеты до Красноярска»).

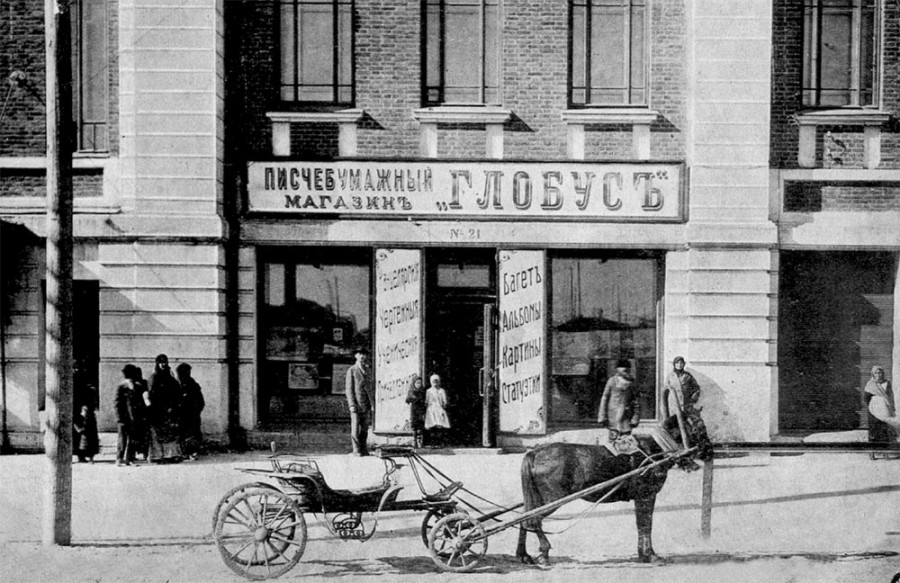
Легковая повозка возле Городского торгового корпуса.

В Новониколаевске промышляли три категории извозчиков: легковые, ломовые (в свою очередь, тоже делились на категории, например, промышлявшие вывозом нечистот), а также водовозы, появившиеся лишь к концу 1900-х годов и в сущности причислявшиеся к категории ломовых.
Право на легковой извоз давалось после внесения установленного сбора по количеству закладок (под словом «закладка» подразумевались лошадь, кучерская одежда, сбруя, летний и зимний экипажи).
Летние повозки должны были быть с прочными рессорами, осями и шкворнями, крепкими колёсами, а лошади — хорошо выезжены (возрастом не менее четырёх лет). Осмотр делали полицмейстеры и члены Городской Управы. Летние экипажи-пролётки были крытыми, с кожаными фартуками и на рессорах, зимние — с меховой опушкой и тёмными суконными полостями. Всем летним повозкам предписывалось сбоку козел иметь по два фонаря, на которые большими красными цифрами наносился номер.
Работавшие на легковом извозе носили шапки или шляпы и одевались в чёрные кафтаны с кушаком. Извозчики первого разряда летом работали в рессорных экипажах с крыльями, кожаными фартуками и фонарями, зимой — в санях с тёплыми меховыми одеялами. Второразрядные извозчики для работы в летний период использовали полурессорные пролётки или коробки на железном ходу.
Стоянки для конного транспорта определялись полицмейстерами, выделялись строго ограниченные места: вокзалы, пристани, биржи, церкви во время духовной службы, подъезды к собранию в период собрания общества, цирки и театры во время организации представлений.

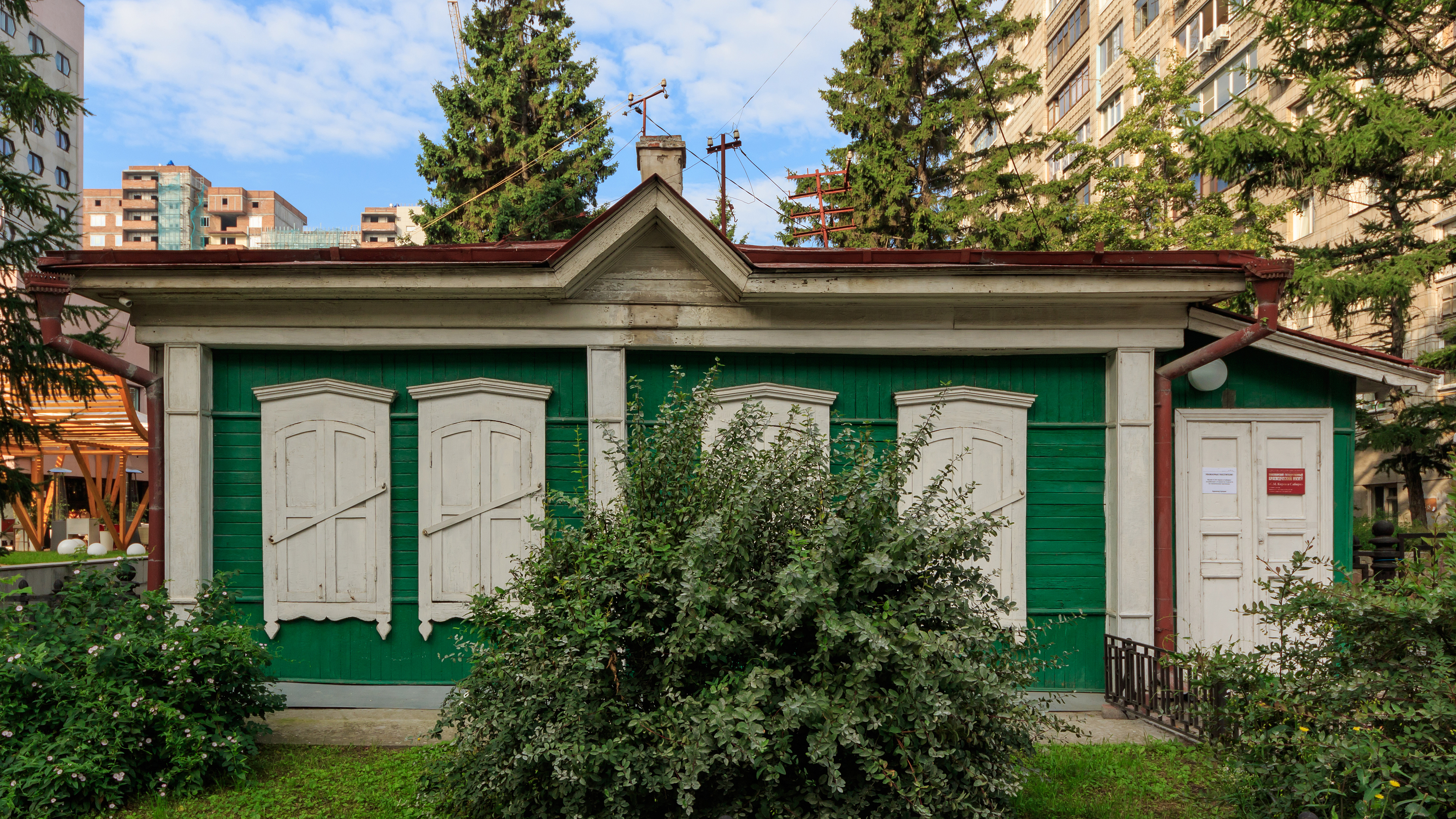
Дом извозчика Евсея Метлина, построенный в 1905 году возле Михайловского лога.

В 1905 году насчитывалось 229 легковых и 377 ломовых извозчиков, в 1907 году — 372 и 943 соответственно.
Городская управа выделяла извозчикам специальные знаки, в 1910 году было выдано 289 знаков легковым извозчикам, 1064 — ломовым, 22 — водовозам. С каждой «ямщицкой» лошади в доход Новониколаевска взимали 12 и с экипажа — 15 рублей.
Во время распутицы извозчики могли повышать стоимость услуг в полтора раза. 30 сентября 1906 года было принято постановление, в котором Городское Общественное Управление объявляло «действительную распутицу» с 1 апреля по 1 мая и с 1 сентября по 15 октября.
Согласно «Справочнику по городу Новониколаевску» за 1913 год в городе действовало пять «ямщицких» контор, три из которых брали заказы по телефону.
В 1920 году городским транспортом заведовал коммунальный отдел Новониколаевского городского хозяйства, в составе которого были дровяной, пожарный, водовозный, похоронный и ассенизационный обозы.
В справочно-адресной книге «Вся Сибирь» 1924 года указано, что в 1923 году штат ассенизационного обоза в 29 человек и 40 лошадей вывез 21 600 «ящиков нечистот».
15 марта 1926 года было издано «Обязательное постановление Новосибирского окружного исполнительного комитета о регулировании уличного движения по городу», касавшееся, в частности, и гужевого транспорта. Согласно документу все транспортные средства, в том числе конный, должны были во время движения придерживаться правой стороны, в любое время года экипаж не должен был превышать 15 км/ч, извозчикам запрещалось перекликаться с пассажирами обоза, шуметь, кричать, «допускать лизания лошадьми груза на передней повозке» и т. д.

### Дорожные заторы и транспортные происшествия

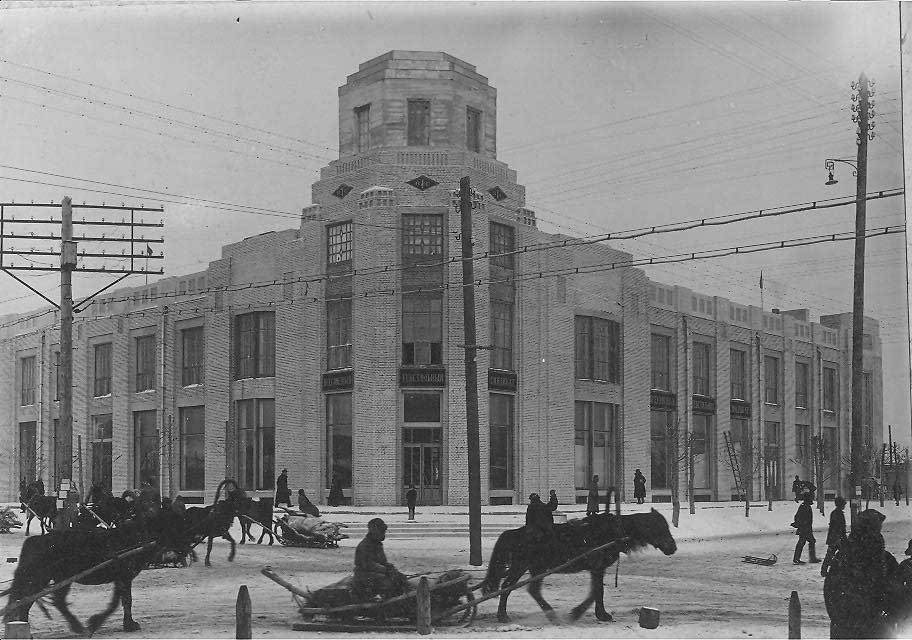
Перекрёсток Кузнецкой и Советской улиц, где в 1926 году образовался дорожный затор из конных повозок и автомобилей. Фото 1929 года.

В августе 1926 года на одном из перекрёстков в центре города образовался дорожный затор: перевозившие лес конные повозки заняли целый квартал Советской улицы и преградили движение автомобилей и автобусов, следовавших по Кузнецкой. Газета «Советская Сибирь» писала, как «автомобили шли буквально "с треском", задевая за брёвна обоза».

В сборнике мемуаров «Мой Новосибирск: Книга воспоминаний» сторожил Иван Сушков упоминает о дорожном заторе на Тульской улице:
Свернули на Тульскую. Улица нанизала на себя три деревни: Вертково, Ересную и Бугры — интересно! Чуть дальше она запружена подводами. Сколько добра на телегах и возах! Везут сено, зерно, птицу, свиней, овечек, коров. И куда они направляются? Оказалось — это бесконечная, до самой Оби очередь на переправу, на паром под названием «Орлик». Пароходик тянул баржу, на которой умещалось несколько подвод. Пока-то он съездит на другой берег, пока разгрузится да загрузится вновь, пока вернётся! Вот очередь и стоит целый день.
Известны случаи дорожных столкновений конных ездоков с авто- и электротранспортом: автомобиль «Д-2» на Красном проспекте сбил поскакавшую ему наперерез лошадь, на которой ехал деревенский житель, успевший с неё спрыгнуть и тем самым избежать травм. Другой несчастный случай произошёл с конной повозкой — ездок попытался пересечь путь приближавшегося трамвая, который в результате сбил телегу вместе с возницей.

## Верблюжьи караваны
Одна из жительниц Новониколаевска вспоминала о верблюжьем караване, который видела в детстве на Николаевском проспекте. На верблюдах из Средней Азии в город привозили кумыс.